# Aval
El aval es el contrato de fianza en el derecho cambiario. Surgido en Londres para los usos mercantiles de la letra de cambio, es un compromiso unilateral de pago, generalmente solidario, en favor de un tercero (beneficiario), que recibirá la prestación en caso de no cumplir el avalado (deudor del beneficiario). El garante obligado por el aval se denomina avalista.
Se aplican supletoriamente al aval las reglas legales de la fianza. No obstante, esta aplicación supletoria no cabe cuando el avalista se obliga a pagar sin reserva de oposición ninguna, en los casos en los que se dice que presta el aval a primera demanda, o a primer requerimiento.
El aval bancario es un caso particular de aval, por razón subjetiva, dado que aquí el avalista es un banco, caja de ahorros, cooperativa de crédito, u otra forma de entidad de crédito.
El avalista es un garante de obligaciones ajenas, dado que se trata de un instrumento por el cual un tercero se compromete a cubrir el pago del crédito, y sus intereses, si se han pactado, en el caso de que el deudor original (avalado) no cumpliere con lo que le corresponde frente a su acreedor (beneficiario del aval).
En derecho la figura del aval solo se entiende ligada a títulos de crédito, aun cuando en el ámbito coloquial se entiende que hay aval cuando cualquier tercero apoya física o moralmente el proceder de una persona.
En la práctica, normalmente, quien quiere recibir un préstamo bancario necesita a alguien que le avale si suscribe algún título de crédito. Es decir, necesita demostrar al banco o a la entidad que le presta el dinero que, en caso de que no pueda devolver el mutuo (préstamo) en los pagos acordados, dicha entidad podrá requerir el pago y aún rematar los bienes tanto del avalado como del avalista para cubrir el resto del préstamo que no haya sido devuelto.

## Tipos de aval
- Aval simple: el beneficiario debe reclamar primero al avalado y solo si este no cumple con su obligación, podrá proceder a reclamar al avalista.
- Aval solidario: el beneficiario puede reclamar al avalado o al avalista sin tener que respetar un orden concreto.[1]

## Usos
En los contratos de mutuo con garantía hipotecaria, aun cuando la garantía es el inmueble, suele documentarse el pago con títulos de crédito y es frecuente que los bancos pidan avalistas que respondan del pago de las cuotas en el caso de que el deudor no lo hiciera. Existen avalistas pignorados o no pignorados y se diferencian en la necesidad de hacer un depósito económico previo.
La figura del aval es diferente a la fianza y a la deuda solidaria. El avalista solo se compromete en títulos de crédito y es siempre solidario. El fiador se compromete en un contrato de fianza y goza de los beneficios de orden y de excursión. El deudor solidario se compromete contractual o cambiariamente. Un aval es imprescindible para conceder un préstamo.